# اولسزیس
اولسزیس (به لاتین: Oleszyce) یک شهر و گمینا در لهستان است که در گمینا اولشتسه واقع شده‌است. اولسزیس ۴٫۹۸ کیلومتر مربع مساحت و ۳٬۱۶۸ نفر جمعیت دارد.